# BNP Paribas Masters 2010

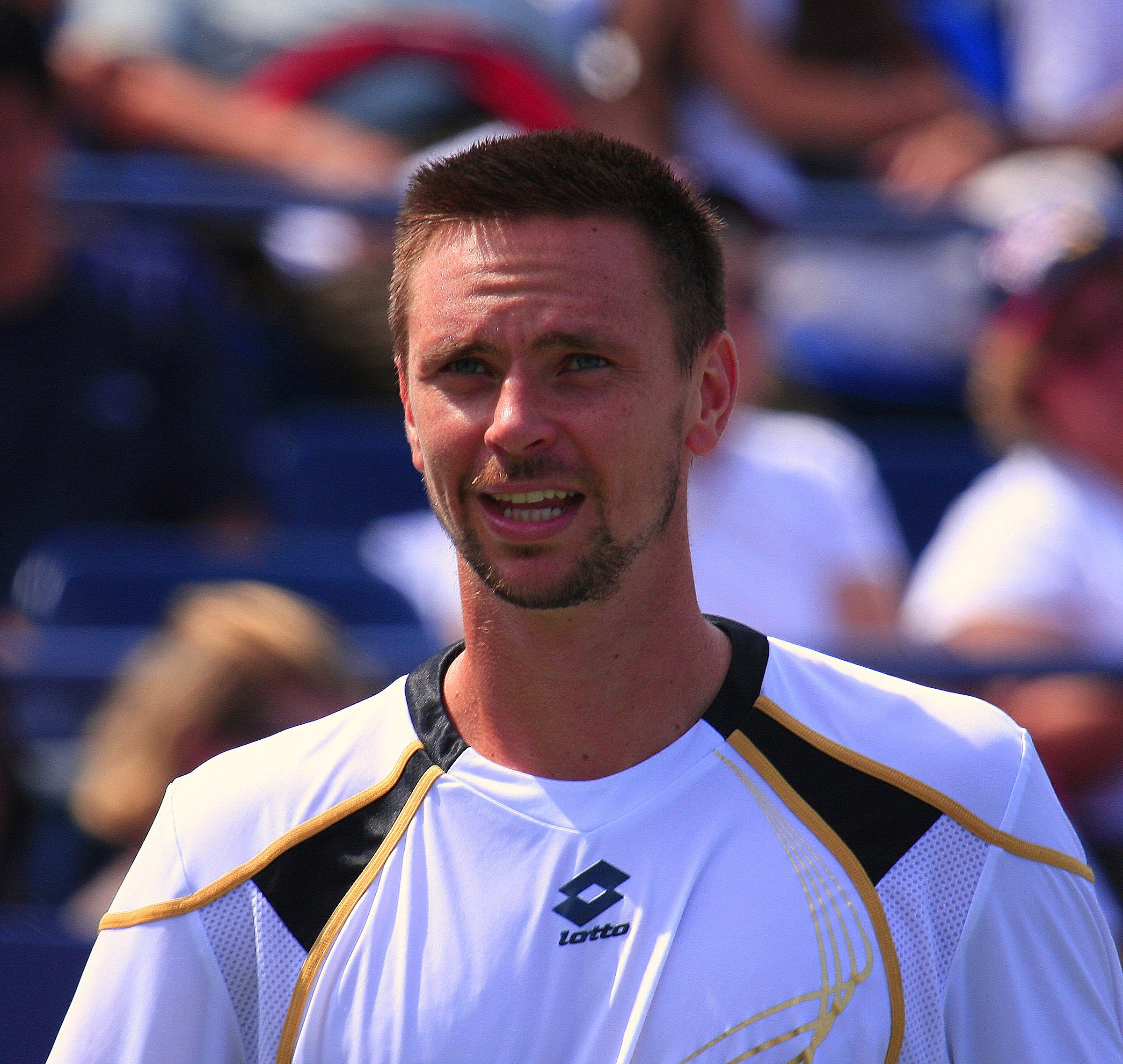
Чемпион одиночного турнира Робин Сёдерлинг из Швеции.

BNP Paribas Masters 2010 — профессиональный теннисный турнир, в 39-й раз проводившийся в Париже, Франция на закрытых кортах с покрытием типа хард. Турнир имеет категорию ATP Masters 1000.
Соревнования были проведены с 6 по 14 ноября 2010.
Прошлогодними чемпионами являются:
- Одиночный турнир —  Новак Джокович
- Парный турнир —  Ненад Зимонич /  Даниэль Нестор.

## Соревнования

### Одиночный разряд
Робин Сёдерлинг обыграл  Гаэля Монфиса со счётом 6-1, 7-6(1).
- Сёдерлинг выигрывает второй титул в году и шестой за карьеру.
- Впервые Сёдерлинг побеждает на соревнованиях серии ATP Мастерс 1000.

### Парный разряд
Махеш Бхупати /  Максим Мирный обыграли  Марка Ноулза /  Энди Рама со счётом 7-5, 7-5.
- Бхупати выигрывает свой первый титул в году и 46й за карьеру.
- Мирный выигрывает свой первый титул в году и 37й за карьеру.